# Els Dolors
Els Dolors és la capella del mas Comermena al disseminat de Sant Martí Sescorts al terme de l'Esquirol (Osona) inclosa a l'Inventari del Patrimoni Arquitectònic de Catalunya. D'ençà de la Guerra Civil serveix de magatzem del mas Comermena, perdent així les funcions de capella.

## Arquitectura
Capella de nau única orientada de N. a S. L'absis és semicircular i es troba a la part de tramuntana, mentre la façana s'orienta cap a migdia. Presenta un portal d'arc rebaixat format per dovelles motllurades i esculpides. Té un òcul al damunt i el capcer és coronat per un campanar d'espadanya sense campana. A la part dreta de la nau hi ha la sagristia. És construïda amb pedra i alguns sectors són arrebossats; els elements de ressalt són de pedra vista. L'interior és estucat i pintat.

## Història
La capella dels Dolors es construí al mateix temps que es feien les reformes al mas Comermena, al segle XIX; aleshores era propietari del mas Francisco Torra i Comarmena. El mas de Comarmena forma part d'un gran patrimoni que s'uní al mas Masgrau de Savassona al segle xvi en casar-se una pubilla del primer amb un hereu del segon, unint així dos grans patrimonis que encara avui resten units: La Frontera (Calldetenes), Can Soca (Sant Martí de Riudeperes), El pont de Malafogassa de Sant Sadurní d'Osormort per part de Masgrau i Santa Margarida de Vilaseca, Masrrubí, el Güell i la Torre (Olost) per part de Comermena.